# Ґергард Бецелен
Ґергард Бецелен (нім. Gerhard Boetzelen, 7 січня 1906 — 27 лютого 1995) — німецький академічний веслувальник.
Срібний призер Олімпійських Ігор 1932 року в складі парної двійки.